# Лаза Стефановић (политичар)
Лазар Лаза Стефановић (Вреоци, 1885 — Београд, 7. април 1950) био је дрводељски радник и друштвено-политички радник ФНР Југославије и НР Србије.

## Биографија
Лазар Стефановић рођен је 1885. године у Вреоцима. По занимању је био дрводељски радник. Био је истакнути руководилац дрводељских радника Србије од 1906. до 1914. године. Од 1903. године је члан Српске социјалдемократске странке (ССДС), а 1914. године је изабран за члана Главне партијске управе ССДС-а.
Члан Комунистичке партије Југославије (КПЈ) био је од њеног оснивања, а на Вуковарском конгресу у јуну 1920. године, изабран је у њен Централни извршни одбор. На изборима за Уставотворну скупштину изабран је за народног посланика на комунистичкој изборној листи. Као такав је ухапшен у августу 1921. године и осуђен на две године затвора. По изласку из затвора у јесен 1923. године, поново се укључује у партијски рад. У фебруару 1924. године изабран је у Централни одбор Независне радничке партије Југославије (НРПЈ), а исте године и у Извршни одбор Централног радничког синдикалног одбора Независних синдиката. Био је делегат на Петом конгресу Коминтерне 1924. године у Москви. На Четвртом конгресу КПЈ у новембру 1928. године изабран је за члана Централног комитета КПЈ.
1929. године емигрирао је у Совјетски Савез, где је био члан Свесавезне комунистичке партије (бољшевика) и секретар Међународног комитета дрводељских радника до 1936. године. У Југославију се вратио 1944. године. Био је један од оснивача Јединствених синдиката радника и намештеника Југославије и његов потпредседник све до смрти. Од 1949. године био је члан Централног комитета Комунистичке партије Србије.
Умро је 7. априла 1950. године у Београду и сахрањен је у Алеји народних хероја на Новом гробљу у Београду.
Одликован је Орденом заслуга за народ првог реда.